# Danny Antonucci
Daniel Edward "Danny" Antonucci (Toronto, Ontario, Canadá, 27 de febrero de 1957) es un dibujante y animador canadiense. Conocido como el creador y director de la serie animada Ed, Edd y Eddy. Estudió animación en la Universidad de Sheridan.

## Biografía
Los padres de Antonucci formaron parte de la primera generación de inmigrantes italianos que llegaron a Canadá. Sus experiencias como niño de padres inmigrantes influenció profundamente su trabajo. Antonucci estudió en la universidad de Sheridan de artes visuales pero paró para tomar un trabajo como animador en la producción de Canimage, una división de Hanna-Barbera.
Antonucci tiene dos hijos llamados Tex y Marlowe, que recibieron el nombre del animador Tex Avery y del personaje ficticio Philip Marlowe, respectivamente.

## Carrera
Trabajó en varias obras, incluyendo Los Pitufos, Richie Rich, varios dibujos animados de Scooby-Doo y la hora de la comedia de Los Picapiedra, y fue en la última obra que trabajó con la leyenda de la animación Tex Avery.
Al proponer moverse a Los Ángeles en 1984 para encontrar trabajo, Antonucci acabó aterrizando en Vancouver, Columbia británica, donde encontró un puesto en Rocketship Internacional Ltd., una empresa de especializada en películas cortas de animación y anuncios de televisión, siendo su primera aportación al cortometraje, Hooray for Sandbox Land.

### International Rocketship Limited, fundación de A.k.a. Cartoon, and MTV
El primer trabajo en solitario de Antonucci fue Lupo the Butcher, producido por International Rocketship Limited, sobre un carnicero de mal genio que maldice la carne que está cortando y se enoja mucho con el más mínimo error. Antonucci explica que el corto surgió de su propia frustración por tener que trabajar en películas para niños durante tanto tiempo y por intentar crear un personaje de pleno derecho en una película. El cortometraje de animación se proyectó en varios festivales de cine, incluido el Festival de animación Sick and Twisted de Spike and Mike en los Estados Unidos.
El personaje de 'Lupo' finalmente obtuvo la licencia de la empresa de calzado deportivo Converse. Esto llevó a trabajo adicional, incluidos comerciales animados para Levi Strauss & Co., ESPN, Converse y MTV. También creó originalmente una mascota para Cartoon Network, conocida como el bufón, así como los bumpers de la mascota.
El 1 de abril de 1994 fundó su propia empresa canadiense de animación A.k.a. Cartoon, que produjo la breve serie de MTV The Brothers Grunt, que comenzó a transmitirse en 1994 y finalizó en 1995. Antonucci pasó a trabajar en el programa Cartoon Sushi de MTV en 1997, dirigiendo, escribiendo y proporcionando voces, además de ser responsable de la secuencia del título del programa.

### Ed, Edd y Eddy
Sintiéndose confinado a trabajos "asquerosos" y "vanguardistas", como su serie The Brothers Grunt, Antonucci decidió volver a producir un programa de televisión infantil animado con su empresa A.k.a. Cartoon. Sin embargo, decidió asegurarse de que la serie se produjera de forma similar a los estilos de dibujos animados de las décadas de 1940 y 1970. Antonucci pasó meses diseñando el programa antes de intentar vendérselo a Nickelodeon. Nickelodeon le dijo que se harían con el programa, si también obtenían el control creativo. Antonucci se negó a dárselo y, en cambio, llevó el programa a Cartoon Network. Finalmente se llegó a un acuerdo para que Cartoon Network encargara el programa, después de que acordaron dejar que Antonucci siguiera su propia dirección. Finalmente la serie titulada Ed, Edd y Eddy se estrenó el 4 de enero de 1999 como parte del bloque de Cartoon Cartoons.
Antonucci es un firme defensor de la animación dibujada a mano. La animación tambaleante de Ed, Edd y Eddy es un homenaje a los dibujos animados dibujados a mano con un estilo que se remonta a los dibujos animados de las décadas de 1940 y 1970. Para dar la impresión de movimiento, Ed, Edd y Eddy utiliza contornos de personajes brillantes similares a Squigglevision. Las líneas que se arrastran no son tan activas como las de "Dr. Katz, terapeuta profesional", pero aún son visibles, y Antonucci las compara con las caricaturas de la década de 1930.
Según Antonucci, los personajes se basaron en personas reales de su vida. Las personalidades de Ed, Edd y Eddy se basan en sus rasgos personales y en las actividades de sus dos hijos. Los Ed's también poseen rasgos de personalidad similares a los de Los Tres Chiflados, cuyos planes y travesuras para hacer dinero también invariablemente resultan contraproducentes. Los niños del callejón sin salida y las Hermanas Cruel se basaron en los niños con los que creció. Antonucci también afirmó que creía que era importante agregar a Tablón, una tabla de madera, al programa, y afirmó que "pensó que sería genial hacer el programa con Tablón asumiendo un personaje propio" y hacer que Jonny haga cosas que normalmente nunca haría. También afirmó que Rolf se basa fuertemente en él y sus primos, ya que era parte de una familia de inmigrantes, y creció en un hogar extranjero de primera generación con diferentes costumbres y formas de vida.
Ed, Edd y Eddy es el único programa de dibujos animados que tiene una película basada en la serie de televisión animada. La película final de la serie, Ed, Edd n Eddy's Big Picture Show, se emitió el 8 de noviembre de 2009, poniendo fin oficialmente a la serie.

### WildBrain y próximas series
Mientras Antonucci trabajaba en Ed, Edd n Eddy's Big Picture Show, el 4 de septiembre de 2008 se anunció que había firmado con WildBrain; Antonucci afirmó que "ya estaba dando vueltas a tres ideas diferentes para su primer proyecto WildBrain". El 11 de junio de 2013, el animador estadounidense Joe Murray publicó una breve entrevista con Antonucci para su clase en su sitio web y al final escribió: "Actualmente está trabajando en una nueva serie, así que sigue adelante".
En el verano de 2016 fue nombrado director artístico del OkIFA (Okanagan International Festival of Animation) que se inauguró en octubre del año siguiente.
En noviembre de 2020, Antonucci confirmó que se estaba desarrollando una serie basada en Lupo the Butcher para su lanzamiento en Netflix, que fue cancelada debido a diferencias creativas entre Antonucci y Netflix.

## Filmografía

### Películas
| Año  | Título                  | Crédito                                      |
| ---- | ----------------------- | -------------------------------------------- |
| 1981 | Heavy Metal             | Animador                                     |
| 1984 | Hooray for Sandbox Land | Cortometraje Animador principal              |
| 1984 | Anijam                  | Cortometraje Producción de animación         |
| 1987 | The Chipmunk Adventure  | Asistente de animación                       |
| 1987 | Lupo the Butcher        | Cortometraje Director, animador y compositor |
| 1989 | Let's Chop Soo-E        | Cortometraje Artista de correcciones         |
| 1994 | Deadly Deposits         | Cortometraje Animador                        |

### Televisión
| Año       | Título                            | Crédito                                                                |
| --------- | --------------------------------- | ---------------------------------------------------------------------- |
| 1980–1982 | The Richie Rich/Scooby-Doo Show   | Animador                                                               |
| 1980–1982 | The Flintstone Comedy Show        | Animador                                                               |
| 1981      | Los Pitufos                       | Animador                                                               |
| 1985      | The Velveteen Rabbit              | Película para la televisión Animador                                   |
| 1985      | Rumpelstiltskin                   | Película para la televisión Animador                                   |
| 1987      | Tales of the Mouse Hockey League  | Cortometraje para la televisión Diseño de personajes y animador clave  |
| 1994–1995 | The Brothers Grunt                | Creador, escritor, productor ejecutivo, director y actor de voz        |
| 1997      | Cartoon Sushi                     | Cocreador y director                                                   |
| 1999–2009 | Ed, Edd y Eddy                    | Creador, coescritor, productor ejecutivo, director y actor de voz      |
| 2009      | Ed, Edd n Eddy's Big Picture Show | Película para la televisión Director, coescritor y productor ejecutivo |
| 2017      | Snotrocket                        | Piloto Creador, escritor y productor ejecutivo                         |
| 2020      | The peepeepoopoo show             | Creador, escritor                                                      |